# Тепсень (городище)
Тепсень — городище на плато Тепсень, на южной окраине пгт. Коктебель, в Крыму, у подножия горного массива Кара-Даг.
Памятник исследовали Н. Барсамов, В. Бабенчиков, М. Фронджуло, О. А. Махнёва,, В. Майко.
Тепсень является остатками городского поселения (площадью 16-20 га), которое существовало во 2-й половине 8 — 1-й половине 10 века. Было основано носителями салтово-маяцкой культуры — болгарами-тюрками, которые переселились в Крым и принесли мощное византийское влияние.
Исследованы многочисленные жилые и хозяйственные постройки, 6 христианских храмов (один из них имел размеры 24×31 м и является крупнейшим в средневековом Крыму и одной из двух, обнаруженных в Крыму сводчатых базилик), некрополи, водопровод, колодец. Известно об остатках порта.
Разрушение города в середине 10 ст. связывают с нападением кочевников или походом хазар.
По одной из версий, Тепсень отождествляют с городом Фули.
В Тепсене известны также археологические материалы позднего времени. Они мало исследованы, но все же дают основания утверждать, что в приморской части городища в 14-15 веках существовало поселение, которое отождествляют с населенным пунктом Посидима (Possidima), который входил в генуэзские владения.
Есть также мнение о локализации здесь античного порта Афинеон.